# Завада, Пал
Пал Завада (венг. Závada Pál; род. 4 декабря 1954, Тоткомлош) — венгерский социолог и писатель словацкого происхождения.

## Биография
Принадлежит к словацкому меньшинству в Венгрии. Изучал экономику в университете Печа (1974—1978), затем — социологию в Будапештском университете (1980—1982). В 1982—1993 годах — сотрудник Института социологии АН Венгрии. С 1992  года — главный редактор литературного журнала Holmi («Пожитки»).

## Творчество
Социологические труды и первые книги Завады были посвящены жизни словацких крестьян на юго-востоке Венгрии. В роман «Наше чужое тело» (2008) через долгий ночной разговор 16-ти персонажей входит драматическая история страны первой половины XX века.
Завада — составитель антологии словацкой прозы Венгрии (2005).

## Книги
- Kulákprés, Család- és falutörténeti szociográfia, Tótkomlós 1945—1956 / Кулаковыжималка. Социология семейной и сельской истории Тоткомлоша, 1945—1956 (1986, пересмотр.изд.1991)
- Mielőtt elsötétül/ Пока не стемнело (1996, новеллы)
- Jadviga párnája/ Подушка Ядвиги (1997, роман, экранизирован Кристиной Деак, 2000)
- Milota/ Милота (2002, роман)
- A fényképész utókora/ Наследие фотографа (2004, роман)
- Idegen testünk/ Наше чужое тело (2008, роман)

## Признание
Роман «Подушка Ядвиги» стал в Венгрии бестселлером, он переведён на немецкий язык, фильм Кристины Деак получил награды в Венгрии и за рубежом. Экранизация романа «Естественный свет» также отмечена кинопремиями.
Завада — лауреат нескольких социологических премий. Литературные премии Аттилы Йожефа (1998), Тибора Дери (1998), Дьюлы Круди (1999), Шандора Мараи (2000), Лайоша Кошута (2005). Почётный гражданин Тоткомлоша (2000).